# Michał T.W. Grabowski
Michał Tadeusz Wacław Grabowski (ur. 10 marca 1943 w Węgrowie, zm. 5 marca 2023) – polski dr med., specjalista w dziedzinie ortopedii i traumatologii oraz medycyny sportowej, koszykarz, dwukrotny mistrz Polski.

## Życiorys
Urodził się 10 marca 1943 r. w Węgrowie, w rodzinie lekarskiej. W 1967 r. ukończył studia w Akademii Medycznej w Gdańsku. Po odbyciu dwuletniego stażu podyplomowego w Szpitalu Wojewódzkim im. Mikołaja Kopernika, w latach 1970–1982 był pracownikiem Kliniki Ortopedii AMG. Od 1978 r. zatrudniony na stanowisku adiunkta. W 1974 i 1976 r. odbył kilkumiesięczne szkolenie w Charing Cross Hospital w Londynie. Stopień doktora uzyskał w 1978 r. na podstawie rozprawy Doświadczalne badania zmian strukturalnych i mechanicznych kości długich po zespoleniu płytkami metalowymi. Uzyskał specjalizację z ortopedii I stopnia w 1973 r. i II stopnia w 1976 r. Od 1980 r. był również specjalistą medycyny sportowej. W latach 1980–1982 był stypendystą naukowym Fundacji Alexandra von Humboldta w RFN. Od 1982 do 1988 r. pracował w Klinice Ortopedii Uniwersytetu Saary w Homburgu, gdzie uzyskał niemieckie specjalizacje lekarskie w zakresie ortopedii, medycyny sportowej, rehabilitacji, reumatologii i medycyny manualnej. Później był zastępcą kierownika Kliniki Ortopedycznej niemieckiego Caritasu w Illingen/Saara (1988–1996) i Bad Bergzabern (1996–2008). Na emeryturę przeszedł 1 kwietnia 2008 r. Mieszkał w Niemczech.
Był uznanym autorytetem w rozwijaniu zawodowo-naukowej współpracy polsko-niemieckiej oraz krzewieniu polskiej i kaszubskiej kultury na terenie Niemiec i Francji.
Członek korespondent (1996) i członek honorowy (2002) PTOiTr. Członek honorowy Polsko-Niemieckiego Koła Ortopedów i Traumatologów (2010). 
Autor 85 publikacji naukowych z zakresu ortopedii, traumatologii, medycyny sportowej, rehabilitacji, etyki lekarskiej i historii medycyny.

## Kariera sportowa
W trakcie swojej kariery sportowej grał w ligowych zespołach: Spójni Gdańsk, AZS Politechniki Gdańskiej, Startu Lublin oraz Wybrzeża Gdańsk, w barwach którego w latach 1969–1972 zdobywał tytuły koszykarskiego wicemistrza i mistrza Polski. Był także reprezentantem Polski w koszykówce juniorów i zespołów młodzieżowych.
Osiągnięcia
- Mistrz Polski (1971, 1972)
- Wicemistrz Polski (1970)
- Awans do najwyższej klasy rozgrywkowej z AZS Politechniką Gdańską (1962)

## Ordery i odznaczenia
- Złoty Krzyż Zasługi (2008)
- Medal Księcia Mściwoja II (2004)[4]
- Medal Wojewody Gdańskiego (2000)
- Medal im. Wiktora Degi (2016)
- Medal 100-lecia Ortopedii Polskiej im. Ireneusza Wierzejewskiego (2013)
- Medal Prezydenta Miasta Gdańska (2020 )
- Medal Akademii Medycznej w Gdańsku (1996)
- Złota Odznaka AZS
- Srebrna Odznaka AZS

Źródło:.